# Coincya cintrana
Coincya cintrana é uma espécie de planta com flor pertencente à família Brassicaceae. Trata-se de uma espécie hemicriptófita cujos habitats preferenciais são muros, alcantilados e ladeiras rochosas, dando-se a sua floração entre Abril a Junho.
A autoridade da espécie é (Cout.) P.Silva, tendo sido publicada em Bol. Soc. Brot. sér. 2, 60: 153. 1987.
Encontra-se protegida por legislação portuguesa/da Comunidade Europeia, nomeadamente pelos Anexos II e IV da Directiva Habitats.

## Distribuição
Trata-se de uma espécie endémica de Portugal Continental, ocorrendo nas serras de Sintra, de Santo António e de Montejunto.

## Sinonímia
Segundo o The Plant List, esta espécie é sinónima de Coincya monensis subsp. cheiranthos (Vill.) C.Aedo Pérez, Leadlay & Muñoz Garm. Na base de dados Tropicos, o nome aceite também é o da subespécie atrás referida.
O EUNIS indica esta espécie como sinónima de Rhynchosinapsis pseudoerucastrum subsp. cintrana.